# Lassi

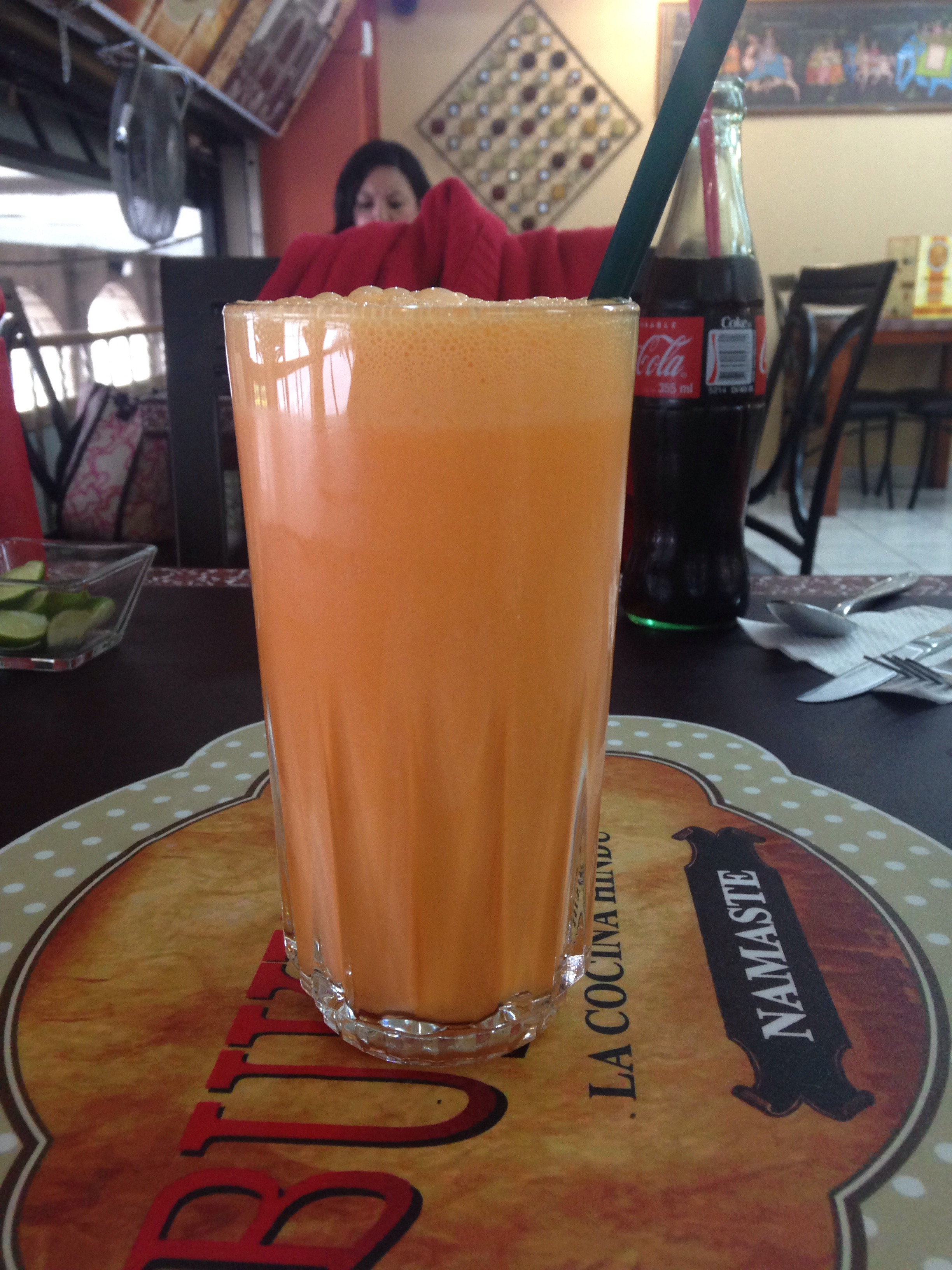
Un vaso de lassi hecho con mango

El lassi es una bebida tradicional de la India hecha a base de yogur. Es popular en dicho país, aunque tuvo su origen en el Punyab. Se bebe fría ya que tiene un gran poder refrescante. El lassi cuando es salado es llamado "tradicional", y es condimentado con comino, pimienta y otras especias. El lassi dulce añade a su composición azúcar y frutas como el plátano, el mango o la papaya. El lassi salado con menta es muy popular en Bangladés.

## Variedades
Otra variedad es el lassi preparado con bhang (Bhang lassi), un líquido derivado del cannabis. Este tipo de lassi es legal en muchas partes de la India y frecuentemente se consume durante festividades religiosas.